# Mord im schwarzen Cadillac
Mord im schwarzen Cadillac (Originaltitel: Femmine insaziabili) ist ein im Winter 1968/69 überwiegend in Kalifornien gedrehter, italienisch-deutscher Thriller mit einer europäisch-amerikanischen Besetzung in den Hauptrollen: Dorothy Malone, Robert Hoffmann, Luciana Paluzzi, Frank Wolff, John Ireland sowie Roger Fritz als durchtriebener Schurke und die blutjunge Romina Power als schwerreicher, verdorbener Hollywood-Teenager.

## Handlung
Michael ist (in der deutschen Fassung) ein deutscher (in der italienischen Fassung als Paolo Sartori ein italienischer) Journalist, der erst seit zwei Wochen in Los Angeles für eine amerikanische Zeitung arbeitet. Er liegt mit schweren, alkoholbedingten Kopfschmerzen angezogen auf dem Bett, als er ebenso unerwarteten wie ungebetenen Besuch von zwei Typen erhält. Sie dringen in sein Zimmer ein und prügeln Michael windelweich. Zwischendurch fragen die Schläger ihn immer wieder, ob er „Lambert, the Smile“ sei bzw. wo sich dieser aufhalte. Michael kann nicht wissen, dass damit sein alter Freund Dieter Lambert (in der ital. Vers.: Giulio Lamberti), gemeint ist. Michael bleibt, sein Gesicht in das eigene Erbrochene getaucht, schwer lädiert zurück, da er nicht den Aufenthaltsort Dieters, den er schon seit Jahren nicht mehr gesehen hat, kennt. Als die beiden Gorillas wieder verschwunden sind, taucht eben jener Lambert urplötzlich auf seiner Terrasse auf. Lambert zahlt seinem alten Kumpel 1000 Dollar Schmerzensgeld für die erlittenen Unbilden und erzählt Michael die Hintergründe, die zu dieser Gewalttat führten: Er habe vor einigen Jahren ein recht lukratives Angebot von einem internationalen, mächtigen Konzern namens International Chemical erhalten, um dessen Werbegesicht zu werden. Bald wurde Lamberts Gesicht mit dem werbeträchtigen Sunnyboy-Lächeln das optische Aushängeschild für die Öffentlichkeitskampagnen der Firma und brachte ihm den Nickname „Lambert, the Smile“ ein.
Doch nach und nach sei er hinter dunkle Machenschaften der Firmenspitze gekommen, und seitdem habe man ihm Killer auf den Hals gehetzt, um ihn für immer zum Schweigen zu bringen. Dieter erbittet von seinem alten Kumpel aus Deutschland nunmehr dessen journalistischen Beistand. Er hätte, so erzählt er Michael, seine brisanten Erkenntnisse in drei Tagebüchern festgehalten und plane, ganz offiziell im Beisein zahlreicher Medienvertreter als seine Lebensversicherung, diese ihm coram publico zu überreichen. Michael macht seinem Zeitungschef Walter Salinger klar, dass er dabei sei, eine Riesenstory an Land zu ziehen, doch Salinger bleibt bis zum Folgetag skeptisch. Denn am nächsten Tag kommt es nicht mehr zu der groß angekündigten Übergabe. Michael fährt zu der verabredeten Stelle, wo bereits die Polizei eingetroffen ist. Hier erklärt man ihm, dass Lambert kurz zuvor mit seinem Sportwagen tödlich verunglückt sei – und das auf einem weitgehend leeren, schnurgeraden, vierspurigen Highway. Hatte Michael bis dahin Zweifel an den Aussagen Lamberts, so ist er nunmehr fest davon überzeugt, dass sein alter Kumpel ermordet wurde. Einiges spricht dafür, dass die zwei Schläger, die Michael zu Beginn der Geschichte vermöbelt hatten, im Auftrag des Chemieriesen gehandelt haben. Er versucht nun auf eigene Faust herausfinden, wer seinen Freund ins Jenseits befördert haben könnte. Dazu benötigt er die Hilfe von Chefredakteur Salinger. Der bringt ihn während der Trauerfeier mit den Entscheidungsträgern International Chemical zusammen.
Da ist zum Beispiel Vanessa Brighton, die Witwe des einst allgewaltigen Firmengründers, der ebenso undurchsichtige wie beinharte Firmenchef Frank Donovan, Dieters Privatsekretärin Mary, der ein wenig mausgraue Selfmademan Fletcher sowie das Geschwisterpaar Danny Murphy und Claire van Berg. Michael ist sich sicher, dass der Befehl zur Ermordung Dieters aus der Vorstandsetage dieses Wirtschaftsriesen stammen müsse. Dieters Witwe Gisela (in der ital. Vers.: Luisa Lamberti) hilft ihm bei seinen Nachforschungen so gut sie kann. Michaels Erkenntnisse bringen aber rasch auch die unschönen Seiten Dieters zum Vorschein: Aus dem einst politisch wie sozial engagierten Freund gemeinsamer Tagen in Deutschland ist in dem Kapitalismus-Paradies Kalifornien ein ziemlich egoistischer, geldgieriger und skrupelloser Kerl geworden, der es sich durch sein rücksichtsloses Verhalten mit seinem sozialen Umfeld rasch verdorben hat. Dazu kommt, dass Dieter sein Wissen gegenüber so manchem Firmenvorstand dazu benutzt hat, diesen unter Druck zu setzen oder sogar zu erpressen, wie man munkelt. Die Gefahrenlage spitzt sich zu, als völlig überraschend Michaels Chef Salinger, der sich mit einem gewissen Bill Steiner in dieser Angelegenheit treffen wollte, ums Leben kommt. Michael versucht nun akribisch jeden, der für die beiden mutmaßlichen Morde in Frage kommt, zu durchleuchten. Vanessa Brighton, die steinreiche Witwe mit den schweren Augenlidern, ebenso wie ihre durchtriebene und verwöhnte Teenager-Tochter Gloria, ein freizügiges Hippieflittchen. Sie benutzt ihren Lolita-haften Sexappeal, um die Typen in den Wahnsinn zu treiben; einst gegenüber Dieter, nunmehr auch Michael.
Bei diesen Damen wie auch bei der rothaarigen Mary Sullivan oder Claire van Berg handelt es sich um „unersättliche Frauen“ (wie der italienische Titel reißerisch verheißt), vor allem auch in sexueller Hinsicht. Sie alle, die Frauen wie die Männer, eint eines: dass sie im Angesicht von Geld und Macht, Ruhm und Aussicht auf konventionenbefreiten Sex ihre Maßstäbe, ihren moralischen Kompass verloren haben. Michael bekommt über Mary heraus, dass der Vorstand die Zahlung einer Summe in Höhe von einer Million Dollar bewilligt hat. Dieses Geld soll an einen Erpresser ausgezahlt werden, der behauptet, im Besitz von Lamberts dekuvrierenden Unterlagen zu sein. Michael droht in den Sog dieser multimillionen Dollar schweren Scheinwelt zu geraten und wird von der flippigen Gloria in eine ausgelassene Orgie im Haus der Hauptaktionärin Vanessa hineingezogen. Doch diese Nähe zur Gefahr bringt den deutschen Journalisten scheinbar endlich seinem Ziel näher: Er erfährt, dass Glorias Mutter eine Affäre mit Dieter hatte und sich nahezu in eine Hörigkeit gegenüber dem deutlich jüngeren Man begab. Das Maß war voll, als Dieter ungeniert von den Armen der Mutter in das Bett der lasziven Tochter schlüpfte. Doch ist dies wirklich der Grund für einen Mordauftrag?
Michael ist der Wahrheit so nah wie nie zuvor, da gerät auch er offensichtlich auf die Todesliste des National Chemical-Konzerns. Fortan muss er wie einst Dieter Lambert um sein Leben fürchten. Als sich die Dinge final zuspitzen, erfährt die Geschichte eine völlig unerwartete Wendung. Michael glaubt seinen Augen nicht mehr zu trauen: Dieter steht quicklebendig vor ihm! Er hatte seinen eigenen Tod lediglich vorgetäuscht, um den Konzern abzuzocken und sich vorab für die erlittene Unbill in Gestalt seiner anstehenden Entlassung zu rächen. Mehr noch als an der erpressten einen Million Dollar lag ihm daran, den offensichtlichen Abgrund von Amoral bei International Chemical, der er mittlerweile längst selbst anheimgefallen ist, offenzulegen. Dieter will nun Michael als seinen einzigen Mitwisser beseitigen, um dann für immer unerkannt abtauchen zu können. Dabei stürzt Dieter von einem hoch gelegenen Hausdach in die Tiefe und stirbt. Michael aber ist längst von Dieters Sucht nach Ruhm und Geld infiziert und nimmt Vanessa Brightons Angebot an, dessen Nachfolger bei International Chemical zu werden.

## Produktionsnotizen
Die Dreharbeiten zu Mord im schwarzen Cadillac, auch unter dem Titel Exzeß (neue Schreibweise: Exzess) geführt, begannen am 2. Dezember 1968 und endeten im Februar des darauf folgenden Jahres. Gedreht wurde überwiegend in den Vereinigten Staaten sowie in Rom. Die Uraufführung fand in Italien am 14. August 1969 statt, die deutsche Erstaufführung nahezu ein Jahr später, am 13. August 1970.

## Synchronisation
| Rolle                            | Darsteller      | Synchronsprecher |
| -------------------------------- | --------------- | ---------------- |
| Michael / Paolo Satori           | Robert Hoffmann | er selbst        |
| Vanessa Brighton                 | Dorothy Malone  | Tilly Lauenstein |
| Walter Salinger                  | John Ireland    | Wolf Ackva       |
| Frank Donovan                    | Frank Wolff     | Herbert Weicker  |
| Dieter Lambert / Giulio Lamberti | Roger Fritz     | Erik Schumann    |

## Kritik
Im Lexikon des Internationalen Films heißt es: „Mäßig interessante Kriminalstory, die ihren zeitkritischen Anspruch mit einer undifferenzierten Zeichnung von Verhältnissen und Charakteren verspielt.“ Zu einer ähnlichen Einschätzung gelangt der Evangelische Film-Beobachter: „Routinierter ‚Unterhaltungs‘-Krimi mit Spannung, Sex und sympathischen Darstellern, aber ohne jeden Informations- oder Aussagewert, ohne jegliches künstlerisches Engagement.“